# Bitva u Štěrbohol
Bitva u Štěrbohol (též bitva u Prahy) se odehrála 6. května 1757. Šlo o druhé velké střetnutí sedmileté války na evropském kontinentu. Na bojišti se utkala pruská armáda pod velením krále Fridricha II. a polního maršála Kurta Christopha von Schwerina s vojskem Habsburské monarchie v čele s princem Karlem Alexandrem Lotrinským a polním maršálem Maximilianem Brownem. Ačkoliv před bitvou měli Rakušané obsazeny výhodnější pozice na výšinách mezi Vítkovem a vesnicí Kyje, podařilo se pruskému panovníkovi tuto obranu zcela rozvrátit a dosáhnout výrazného vítězství. Střetnutí v předpolí české metropole bylo ve své době nejkrvavější bitvou 18. století, přesto zůstává ve stínu rozhodujícího rakouského triumfu u Kolína.
Prusové střetnutí pojmenovali bitvou u Prahy a tento termín se vžil celosvětově. Naproti tomu v Česku se udržel rakouský název podle vesnice Štěrboholy.

## Předehra
Sedmiletá válka vypukla 29. srpna 1756. Boje tohoto roku vyvrcholily obklíčením saské armády u Pirny a bitvou u Lovosic, kde pole opanovaly pruské jednotky. Posléze byly vojenské operace kvůli přicházející zimě přerušeny. Bojové akce roku 1757 zahájil Fridrich II., který nečekal na soustředěný úder koalice evropských panovníků a rozhodl se zničit rakouskou armádu ještě v zimních kvartýrech. V dubnu vpadl třemi pochodovými proudy na území Čech a překvapené rakouské oddíly tlačil směrem k české metropoli. Pouze při střetnutí u Liberce byl sbor hraběte Königsegga schopen klást spořádaný odpor. Rakušané ustupující od Budyně se u Prahy shromáždili mezi 1. a 2. květnem a z rozhodnutí polního maršála Browna rozložili tábor na bělohorské pláni. Toto místo se však nezdálo dostatečně pevné nově jmenovanému vrchnímu veliteli rakouských ozbrojených sil princi Karlu Lotrinskému, a po dlouhých poradách bylo navrženo kompromisní řešení, vyčkat na nepřítele v pozici východně u Prahy, s levým křídlem opřeným o městské opevnění.
Pruský předvoj dostihl rakouskou armádu s jednodenním zpožděním. Jakmile Rakušané opustili postavení u Bílé Hory, nechal Fridrich II. tyto pozice obsadit. Vojsko svůj tábor rozložilo mezi Libocí a Lysolajemi, králův hlavní stan byl vybudován ve Veleslavíně. Sám Fridrich II. se ubytoval na Bílé Hoře v letohrádku Hvězda. Dalšího dne dorazily hlavní pruské síly. Třetí pruské koloně pod velením maršála Schwerina se podařilo překročit Labe, mj. po dílčím střetu u Staré Boleslavi, teprve 5. května. Fridrich II. mezitím u Sedlce postavil přes Vltavu pontonový most a chystal se k očekávanému střetnutí. Jeho muži se utábořili na prosecké pláni, kde se k nim celou noc z 5. na 6. května připojovaly Schwerinovy jednotky. Maršál chtěl bitvu o den odložit, aby si jeho unavení vojáci mohli odpočinout, ale úmyslem pruského krále bylo zaútočit co nejdříve. V tu dobu byl patrně dobře informován o pohybech armády generála Dauna, který byl v den bitvy asi 50 kilometrů od Prahy u Sadské, kde naslouchal střelbě z děl.

## Armády

### Rakušané

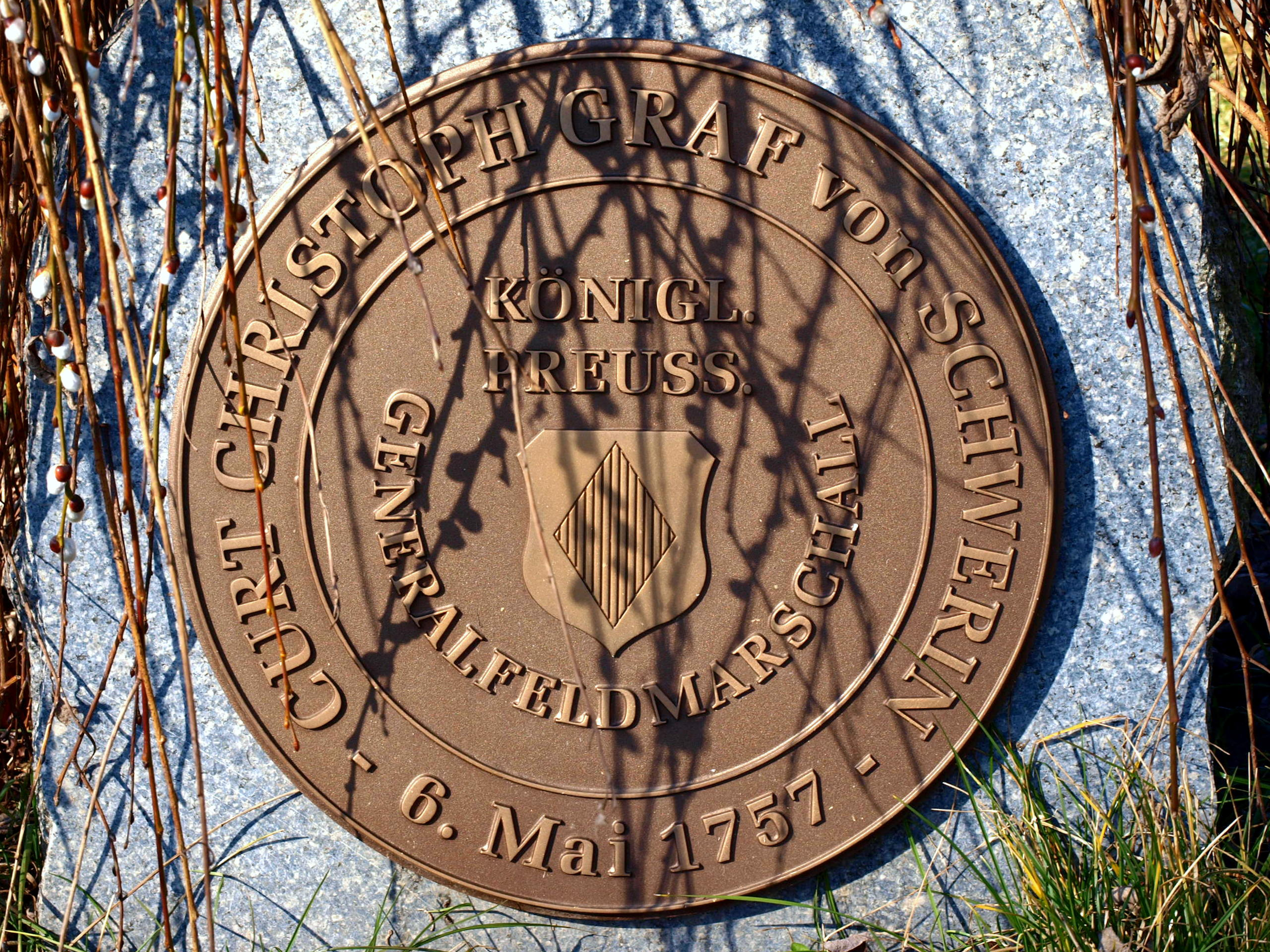
Pamětní deska připomínající smrt velitele pruských vojsk maršála Schwerina

Obecně se armáda rakouského císařství dělila na jednotky tzv. německé (verbované v Čechách a Rakousku) a uherské (doplňované na území uherského království). Příslušníci řadové pěchoty se v průběhu sedmileté války tradičně oblékali do bílých (perlově šedých) uniforem, jejichž manžety, klopy a podsazení sepnutých šosů byly z látky v barvě pluku. Na hlavě nosili plstěný třírohý klobouk, granátnické jednotky pak vysokou kožešinovou čáku a bílou paruku s cůpkem vyzdobeným černou mašlí. Zbytek výstroje tvořila polní dřevěná láhev a torna z teletiny se srstí obrácenou navrch. Důstojníci měli na svých uniformách i další doplňky jako krajkové manžety nebo fiží. Lehkou pěchotu tvořily jednotky hraničářů, jejichž vojáci se oblékali do kožešinových čepic válcovitého tvaru a různobarevných uniforem se šňůrováním podle uherského vzoru. Mužstvo řadové pěchoty bylo vyzbrojováno mušketou s křesadlovým zámkem, na jejíž 110 cm dlouhou hlaveň bez vývrtu se nasazoval bodák s tulejí. Vojáci uherských pěších jednotek do boje nastupovali s dlouhými puškami a pistolemi, z chladných zbraní používali nože či kindžály a stejně jako granátnické setniny i krátkou šavli. Pěší pluk (německý tvořilo zpravidla 2300 mužů, uherský 3000) se skládal ze dvou řadových praporů rozčleněných na osm setnin (rot) po 136 mužích a ze dvou až tří setnin granátníků. Jezdectvo se dělilo na kyrysníky, husary a dragouny. Organizačně se jezdecký pluk skládal z pěti, výjimečně ze šesti eskadron a jeho minimální stav měl být 600 mužů. Kyrysníci k ochraně trupu využívali úplný kyrys (v průběhu sedmileté války se zredukoval pouze na přední část) a ke krytí hlavy třírohý plstěný klobouk s kovovou vložkou ve tvaru kříže. Oblékali se do bílého kabátu s výložkami v plukovních barvách a jejich výzbroj se skládala z palaše, dvou pistolí a karabiny. Husaři, jejichž jednotky se doplňovaly převážně v uherských zemích, si oblékali dolman v zelené nebo modré barvě, na hlavu nasazovali vysokou kožešinovou čepici zvanou kalpak a jejich výzbroj tvořila karabina, dvě pistole a šavle. Zbraněmi dragounů byly jako u většiny jezdeckých oddílů dvě pistole, a dále palaš a ručnice s bodákem. Za sedmileté války je velitelé armád převážně využívali pro úkoly těžkého i lehkého jezdectva, jako jízdní pěchota se uplatňovali už jen ve výjimečných případech. Rakouské dělostřelectvo (jeho příslušníci se oblékali do uniforem hnědé barvy) k přímé podpoře pěchoty používalo především lehká, tříliberní plukovní děla. Šesti- a dvanáctiliberní kusy byly podle potřeby sestavovány do baterií, které zesilovaly obranu nebo zajišťovaly dělostřeleckou přípravu pro útok. Jako munice se používalo 1,37–5,5 kg těžkých litinových koulí, méně častěji pak kartáčů a granátů.

### Prusové
Pluky (regimenty) pruské infanterie se dělily na pěší (mušketýrské) a střelecké (fyzilírské). Skládaly se ze dvou praporů (u mušketýrů první mušketýrský, druhý granátnický, u fyzilírů první granátnický, druhý fyzilírský) o pěti setninách a mužstvo i důstojníci byli vystrojovaní do kabátů ze sukna typicky tmavomodré barvy s manžetami, klopami a posazením šosů v barvě jednotky. Vesty, kamaše a kalhoty měly barvu bílou, stejně tak lemování černých třírohých klobouků. Výjimku v některých oděvních aspektech tvořily granátnické setniny, jejichž příslušníci na hlavách nosili vysoké homolovité čepice nad čelem doplněné vysokým mosazným štítkem (podobné v nižším provedení nosili i fyzilíři). Na boku nosil pruský pěšák patrontašku s 60 ostrými náboji, tornistru a chlebník s nejméně třemi kilogramy chleba. K jeho výzbroji patřila 155 cm dlouhá mušketa s křesadlovým zámkem, jejíž váha byla zhruba 5 kg. Na hlaveň se v bitvě nasazoval 44 centimetrů dlouhý bodák. Důstojníci byli vyzbrojeni šavlí a spontonem, poddůstojníci halapartnou, šavlí a rákoskou. Pruské jezdectvo se skládalo z kyrysníků, dragounů, husarů, hulánů a jízdních myslivců. Kyrysníci nosili pod světle žlutými plátěnými kabáty pouze přední díl kyrysu a vyzbrojeni byli palašem, párem pistolí a karabinou. Dragouni byli vystrojeni do světle modrých kabátů a jejich zbraněmi byly lehký kord, dvě pistole a puška s bajonetem. Barva uniforem husarů se lišila podle pluku a k jejich výzbroji patřila lehká šavle, dvě pistole a krátká karabina. Zbytek lehké jízdy tvořilo v pruské armádě jen zanedbatelné procento, neboť Fridrich II. nebyl přesvědčen o jeho efektivitě. Dělostřelectvo využívalo především tří- a šestiliberních kanonů, které se mohly pohybovat s rozvinutou pěchotou. Jejich obsluhy, vystrojené stejně jako pěchota v tmavomodrých kabátcích, byly schopny vystřelit až šestkrát za minutu.

## Rozložení sil
Rakouské ležení se rozkládalo mezi horou Vítkov, výšinami u Hrdlořez, Malešic, Olšan a Nuslí. Do bitvy se jednotky šikovaly na Žižkovském vrchu, levým křídlem se opíraly o pražské hradby a čelem směřovaly k Proseku. Pravé křídlo a střed stály na přilehlých svazích Vítkova až k vesnici Kyje. Na vrchu Hlohovci, na nejzazším pravém křídle, Rakušané narychlo zbudovali polní opevnění. Pod žižkovským svahem tekl potok Rokytka, který své okolí místy měnil v močály a tvořil tak pro pruskou pěchotu i jezdectvo přirozenou překážku. Navíc se mezi vesnicemi Kyje a Štěrboholy nacházela řada vypuštěných rybníků. Vojsko Fridricha II. bylo ráno v den bitvy sešikováno od Hostavic k Proseku s centrem sestavy severozápadně od Bohnic.
Obě armády do bitvy nastupovaly s přibližně vyrovnaným početním stavem. Rakouské vojsko disponovalo zhruba 60 tisíci muži (61  praporů pěchoty, 61 granátnických rot, 132 eskadron jezdectva, 60 těžkých a 120 kusů plukovních děl) z čehož asi 13 000 mužů tvořilo pražskou posádku. Pruských vojáků stálo u české metropole na 64 000. Takticky byli rozděleni na dvě operační skupiny. První skupina pod přímým velením pruského panovníka čítala 20 praporů pěchoty a 38 eskadron jízdy, druhá skupina vedená maršálem Schwerinem disponovala 44 prapory a 85 eskadronami. Zbylých 32 000 mužů maršála Keitha blokovalo západní břeh Vltavy, aby zde zamezilo případnému ústupu Rakušanů.

## Bitva

### Obchvat rakouského pravého křídla

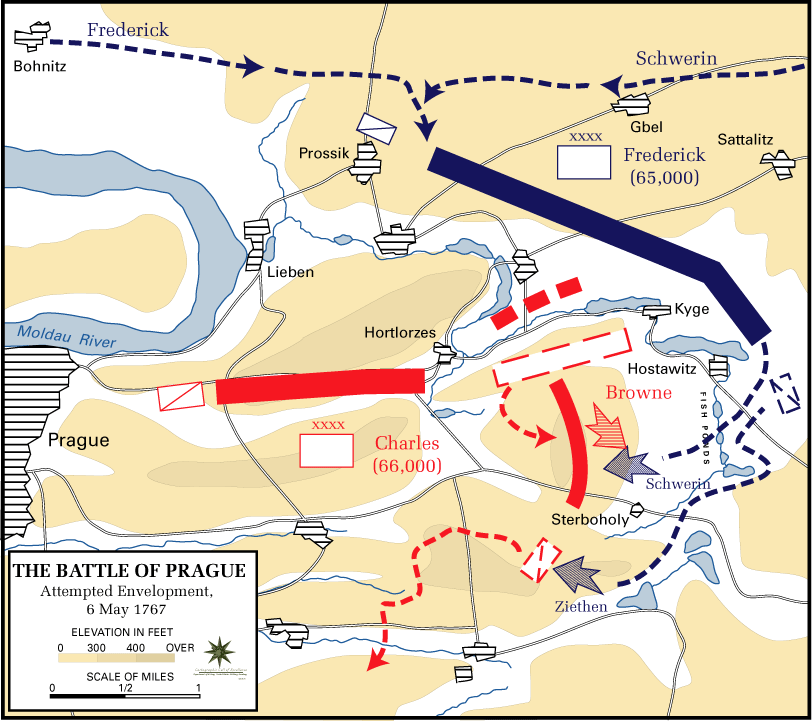
První fáze bitvy: pruská formace tzv. fridrichovský šikmý bitevní šik a rakouský manévr pro pokrytí pravého křídla. Vpravo dole zobrazeno místo střetů kavalerie

Když se Fridrich II. 6. května ráno probudil, nebyl ve své kůži. Celou noc zvracel a posléze se ani nemohl dostat do sedla. Přesto se kolem páté hodiny spolu s maršálem Schwerinem a generálem Winterfeldtem vydal na Prosecké výšiny, odkud sledoval, jak se Rakušané ve svých pozicích rozvinují do dvou linií. Původním záměrem pruského krále bylo vést úder čelně, avšak pro jistotu vyslal oba své společníky, aby prozkoumali pravé křídlo protivníkova postavení. Zanedlouho mu referovali, že pláň na východě tvoří pozvolný svah a k útoku je proto mnohem příhodnější. Rozhodl se tedy obejít pravé křídlo Rakušanů v širokém obchvatu a udeřit právě tady.
Jednotky maršála Schwerina opustily ležení kolem půl sedmé. Přibližně o půl hodiny později dal Fridrich II. povel k uspořádání armády do třech pochodových proudů, přičemž ihned po zformování vojáci vyrazili kolem vesnic Hloubětín a Dolní Počernice směrem na Štěrboholy. Před palbou Rakušanů je chránil protilehlý svah. Mezi kyjskými rybníky a Běchovicemi narazili na bažiny, kde pěchota začala zapadat až po kolena. Potahy s dělostřelectvem se proto musely těmto místům obezřetně vyhýbat a jet oklikami po úzkých cestách. Největší problémy měla pěchota při překonávání potoka Rokytky, všechny jednotky se rozpadly a pro Prusy bylo jen velkým štěstím, že Rakušané na ně v tuto chvíli nezaútočili.
Ačkoli přední hlídky informovaly rakouské vrchní velitele o mohutných pruských přesunech s dostatečným předstihem, oba pokládali obchvat svého křídla za nepravděpodobný a předpokládali, že nepřítel pouze vytváří záchytnou clonu proti Daunovu sboru u Sadské. Svůj omyl si uvědomili na společné obhlídce pozic teprve kolem deváté hodiny. Po krátké poradě se oba vydali na svá velitelská stanoviště; princ Karel na levé křídlo, maršál Browne na křídlo pravé se stanovištěm u Hrdlořez. Od této chvíle oba velitelé postupovali naprosto samostatně a nekoordinovaně. Prostor u Štěrbohol, do nějž právě postupovali Prusové, dostaly za úkol hájit narychlo odvolané jednotky druhého sledu a všechny granátnické roty (cca 4000 vojáků). Tito muži, pochodující souběžně s nepřítelem, se znova zformovali do linie od okraje Kyjí až k rybníku v Dolních Měcholupech. Zároveň s pěchotou postupovalo i 12 děl. Tímto přesunem však vznikla mezera mezi oběma křídly, kterou vyplnila pouze osamocená hlídka složená ze tří rot hraničářů. Do boje vyrazilo také rakouské jezdectvo (12 pluků kyrysníků a dragounů a 5 husarských pluků (celkem 105 eskadron)) pod velením generála Lucchesiho, jehož úkolem bylo blokovat mezeru mezi vesnicí Štěrboholy a černokosteleckou silnicí.

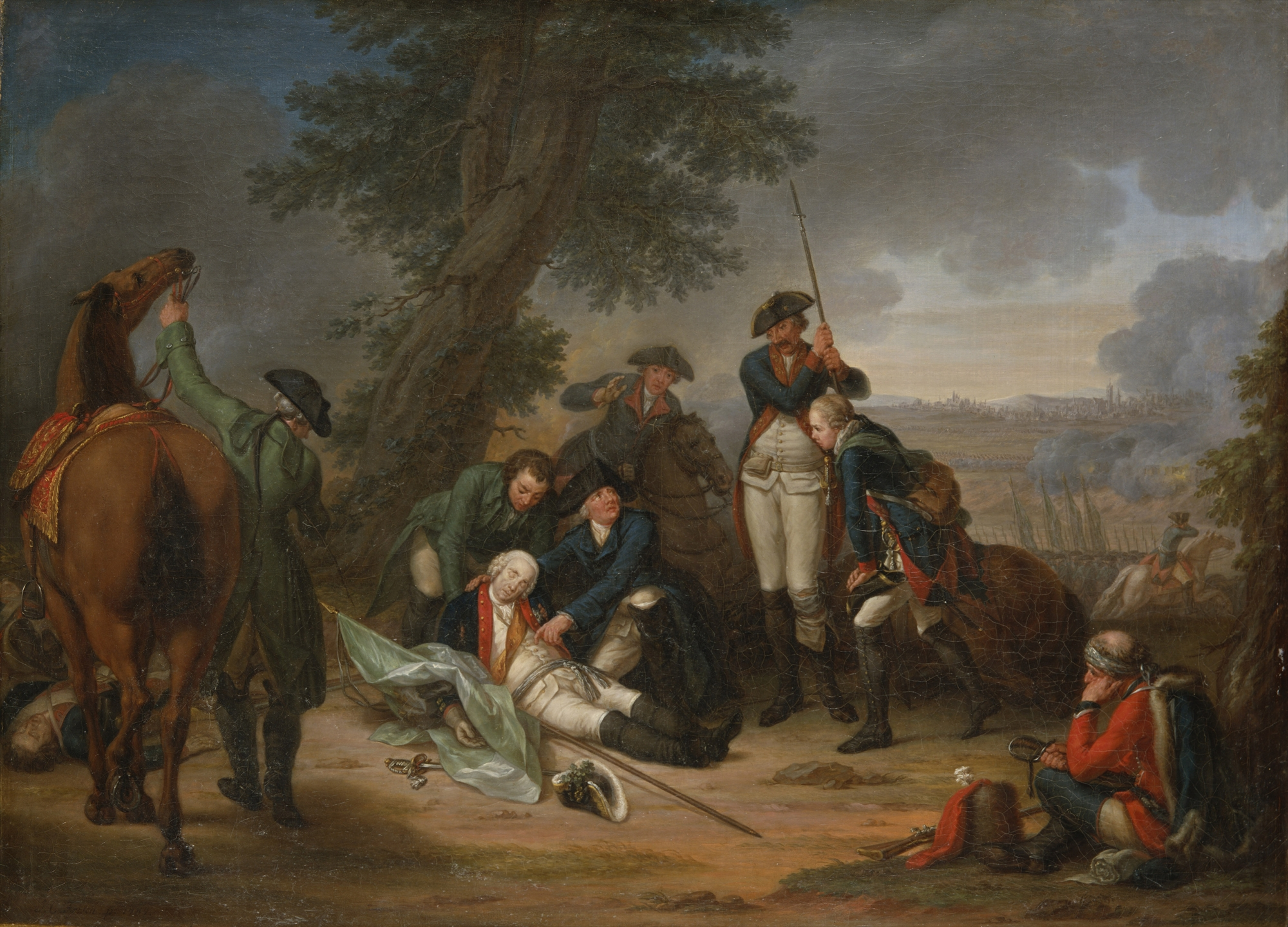
Johann Christoph Frisch: smrt maršála Schwerina

Mezitím, co se prvních čtrnáct pruských praporů řadilo do útočných linií před štěrboholskými zahradami, nařídil maršál Schwerin kavalerii pod velením prince Schönaicha, aby se pustila do boje s rakouskou jízdou. Prudký střet obou jezdectev trval celou hodinu a půl.
Asi v 10 hodin se pruská pěchota sešikovala za štěrboholským potokem a vyrazila do útoku. Linie se prý posunovala bez jediného výstřelu, jelikož Fridrich II. údajně trval na tom, aby byl nepřítel napaden pouze bajonety. Roztaženi v dlouhé linii vojáci předpokládali, že proti nim leží jen travnaté louky, záhy se však začali bořit do měkkého bahna. Domnělé louky byly dna vypuštěných rybníků osetá ovsem, který po napuštění sloužil jako první krmení vysazeným kaprům. Pečlivě vyrovnané řady se rozpadly, vojáci zapadali do bláta až po kolena, v důsledku čehož se jejich pohyb zpomalil a postupující linie se rozpadla do menších jednotek. Sotva se Prusové dostali na 400 kroků od rakouských řad, dopadla na ně účinná kartáčová dělostřelba. I přes těžké ztráty (během několika minut zde zůstalo ležet necelých tisíc mužů) se divize generála Winterfelda vrhla na bodák proti rakouským pozicím na vrchu Homoli. Zde, mimo dvanácti narychlo přesunutých děl, stál maršál Browne s brigádou zformovanou ze všech granátnických rot, posílenou dvěma pěšími pluky (Harasovým a Riesovým). Sám Fridrich II. byl přítomen tomu, jak špatným terénem zpomalené a salvami granátníků decimované pluky IR 37 Kursell a IR 33 Fouqué začaly ve zmatku prchat z boje. V průběhu pruského útoku byl kulí do krku zraněn generál Winterfeldt a chvíli zůstal ležel na zemi v bezvědomí. Když se velmi krvácející probudil, zjistil, že jeho muži kvapně ustupují a že je Rakušané prozatím nepronásledují. Hrozbami i prosbami se vojáky snažil přinutit pokračovat v útoku, ale neuspěl. Svědkem jeho snahy se stal maršál Schwerin, kterému před chvílí Fridrich II. ostře vyčetl, že jeho pěchota je zbabělá a teď se před králem snažil napravit špatný dojem osobním příkladem. Daroval generálu Winterfeldtovi druhého koně, aby mohl vyhledat chirurga a sám se chopil plukovní zástavy nejbližšího regimentu. Shodou okolností to byla zástava pluku IR 24 Schwerin. Bylo asi jedenáct hodin, když se s pokřikem: „Kdo není zbabělec, za mnou!“ (častěji je mu do úst vkládán výkřik: „Na ně, děti moje!“) pokusil vojáky povzbudit do dalšího boje. Během těchto okamžiků jej však smrtelně zasáhlo pět kartáčových kulí do hlavy, hrudi a břicha a na místě zemřel. Po něm se zástavy chopili ještě dva důstojníci, ale oba krátce na to potkal stejný osud jako jejich velitele. Tím byla zkáza pruského útoku dovršena. Rakušané využívali mezer mezi jednotkami, které se v důsledku špatné průchodnosti terénu začaly v protivníkově linii tvořit, vrhali se do nich a zahnali nepřítele až za štěrboholský potok. Do jejich rukou padla vesnice, dvanáct pruských děl a 15 praporů. Při tomto protiútoku rakouskému maršálovi Brownemu dělová kule rozdrtila nohu a shodila jej z koně. Okamžitě byl přenesen na nedalekou dělostřeleckou pozici, odkud byl v doprovodu kyrysníků na muničním voze převezen do svého pražského domu nedaleko Hybernského kláštera.

### Pražský manévr

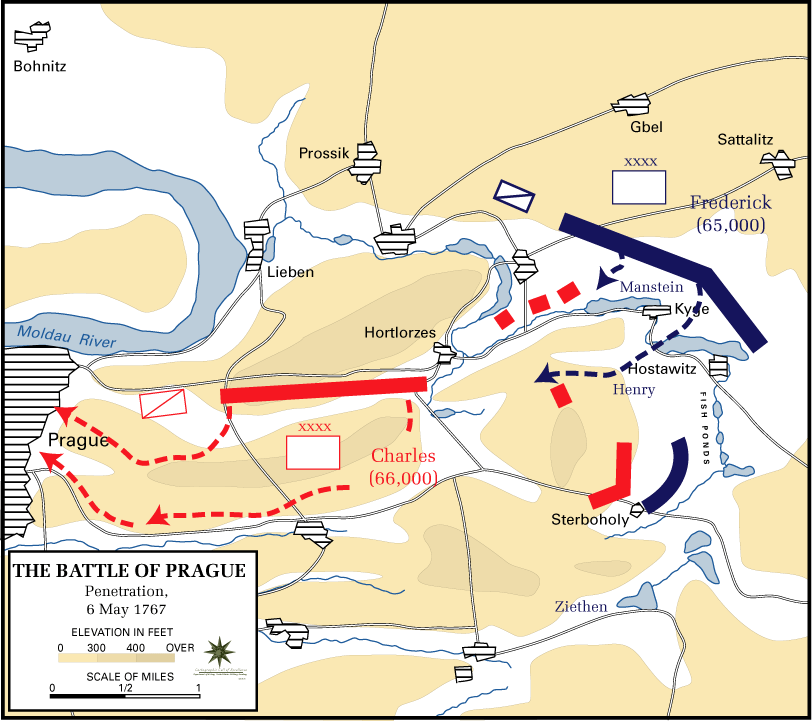
Konečná fáze bitvy; "pražský manévr", poslední zbytky rakouské obrany a všeobecný ústup rakouských vojsk k Benešovu a za hradby Prahy

Místo mrtvého maršála Schwerina převzal velení levého pruského křídla osobně Fridrich II. O půl dvanácté nechal zapojit do jezdeckých bojů u Štěrbohol 20 eskadron husarů a 5 eskadron dragounů pod velením generálporučíka Zietena. Přestože Rakušané za hodinu a půl odolali dvěma jezdeckým útokům, třetí nápor čerstvých nepřátelských posil, které jim vpadly do pravého boku po objetí měcholupského rybníka, je zlomil. Navíc před bitvou nebyly vydány dispozice, kam mají ustupovat, a tak rozprášení jezdci prchali buď k pražské městské bráně nebo do sázavského údolí. Pěchotu tak nechali napospas nepříteli. Princ Karel Lotrinský se snažil tuto masu prosbami i výhrůžkami donutit obrátit se zpět, ale bezvýsledně. Přitom se natolik rozrušil až omdlel a musel být odnesen z bitevního pole. Souběžně s útokem Zietenova jezdectva vyrazil u Štěrbohol do útoku druhý sled pruské pěchoty. V součinnosti s těmito jednotkami brigáda generálmajora Christopha von Mansteina zaútočila na rakouské hraničáře u Starého Hloubětína, přičemž je zatlačila až k Hrdlořezům. Také vévoda Brunšvický zaútočil na císařské jednotky stále stojící nad Hloubětínem a z kóty Horka nad Kyjemi musely být staženy baterie českých dělostřelců, které doposavad decimovaly pěchotu protivníka.

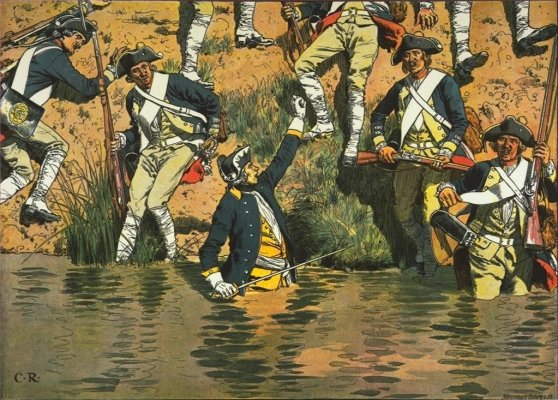
Karl Röchling: princ Heinrich Pruský překračující v čele IR 13 potok Rokytku

Vytrvalý tlak Prusů na jednotky u Hloubětína a postup pravého rakouského sledu ke Štěrboholům, který je vzdálil od křídla levého, vytvořil asi 800 metrů širokou mezeru ve zlomu linie u vesnice Kyje. Změna v rakouských pozicích neunikla pruskému králi, který dal ihned rozkaz třem plukům pod velením generálporučíka Hautcharmoye, aby průnikem do této mezery rozpoltily rakouské linie vedví (později tyto jednotky následovalo ještě dalších pět pluků). Čelo útoku vedl pruský král osobně. Generál Keuhl se snažil zformovat novou obrannou linii v ohybu Rokytky u návrší zvaného Tábor, kde se odehrávaly jedny z nejkrvavějších bojů, a byť se jeho mužům podařilo téměř zcela zničit IR 1. Winterfeldt, stával se odpor Rakušanů beznadějným. V této době navíc Rokytku v čele IR 13 Itzenplitz překročil i bratr pruského krále princ Heinrich, který udeřil na pravé křídlo císařsko-královských jednotek stojících od rána v původních pozicích. Pro svou malou výšku se v potoku málem utopil.
Na pravém křídle u Štěrbohol se po útěku jízdy již izolované rakouské granátnické prapory snažily odolávat náporu pruské kavalerie i pěchoty. Dokonce na chvíli postoupily ještě o několik desítek metrů vpřed, ale nedostatečně podporované eskadronami generála Lucchesiho, byly nakonec krok za krokem nuceny přes Nusle a Jesenici spořádaně ustoupit k Sázavě. S ostatními útvary, jež se stahovaly z bojiště, se spojily u Benešova. Granátníci, kteří ten den přežili, dostali za svou disciplinovanost dvojnásobný plat.
Ačkoli se kolem 15 hodiny stal ústup na rakouských frontách všeobecným, nepodařilo se Fridrichovi II. prchajícího nepřítele účinně pronásledovat, neboť hrabě Königseck zformoval novou obrannou linii mezi Malešicemi a Strašnicemi. Současně s ním levé křídlo dostatečně kryl generál Lucchesi se 7300 jezdci. Jednotky levého křídla, přibližně 40 000 mužů, většinou ustoupily pod ochranu pražských hradeb.

## Důsledky a bilance

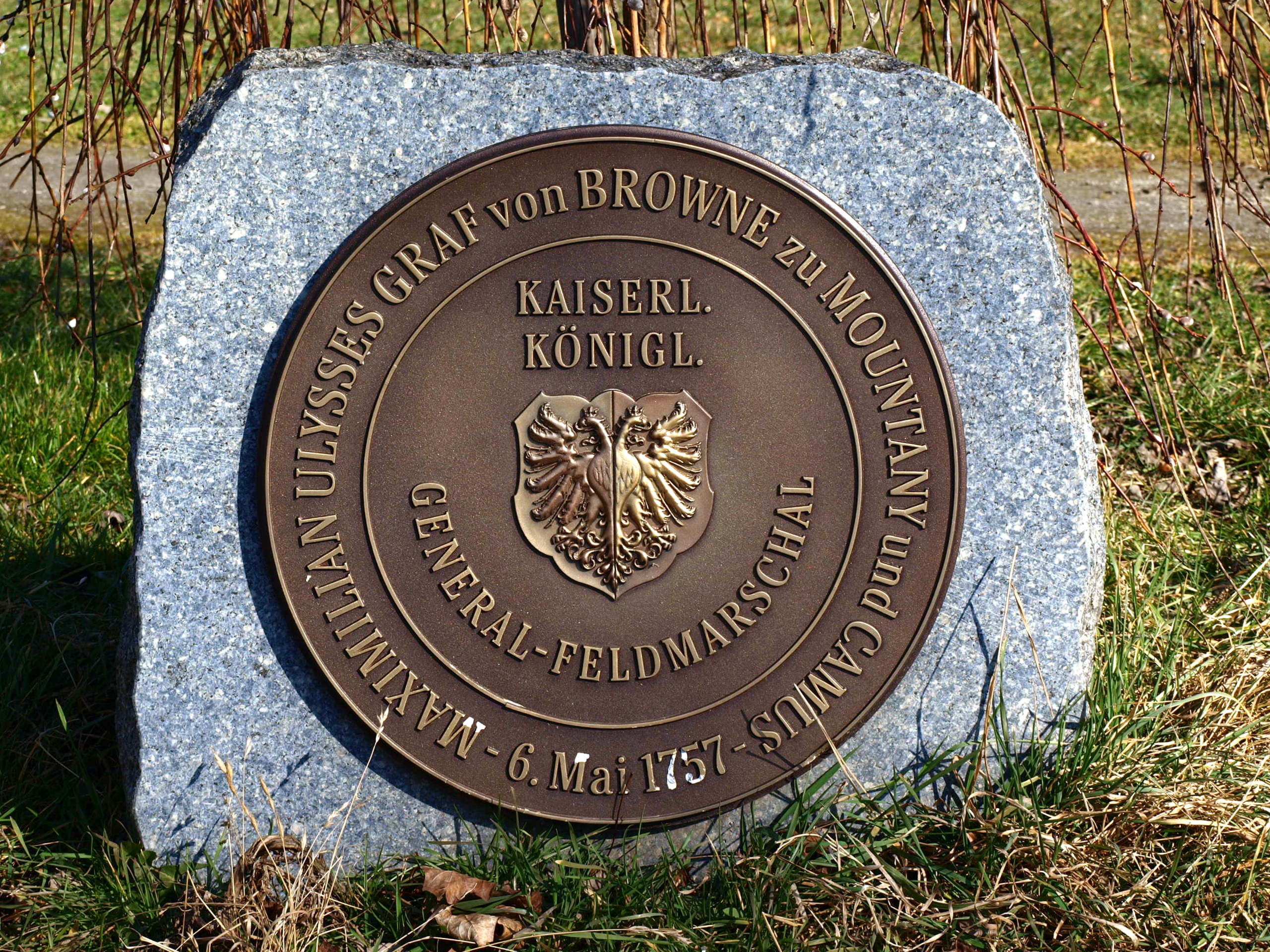
Pamětní deska velitele rakouských vojsk Maxmiliána Browna z Mountany a Camusu

Obě strany měly poměrně vyrovnané ztráty, tedy zhruba 13–14 000 vojáků. Z tohoto počtu 2500 zraněných Prusů zemřelo v Břevnovském klášteře a bylo pohřbeno za klášterní sýpkou. Na pruské straně zemřeli generálové Schöning, Blanders, Hautcharmoy a vévoda Fridrich Holštýnsko-Beckský, hlavní ztrátou pro Fridricha II. však byl maršál Schwerin. Rakušané přišli o generálmajora Peroniho, podmaršálka Clerciho a maršála Browneho, který svému zranění podlehl 26. června.

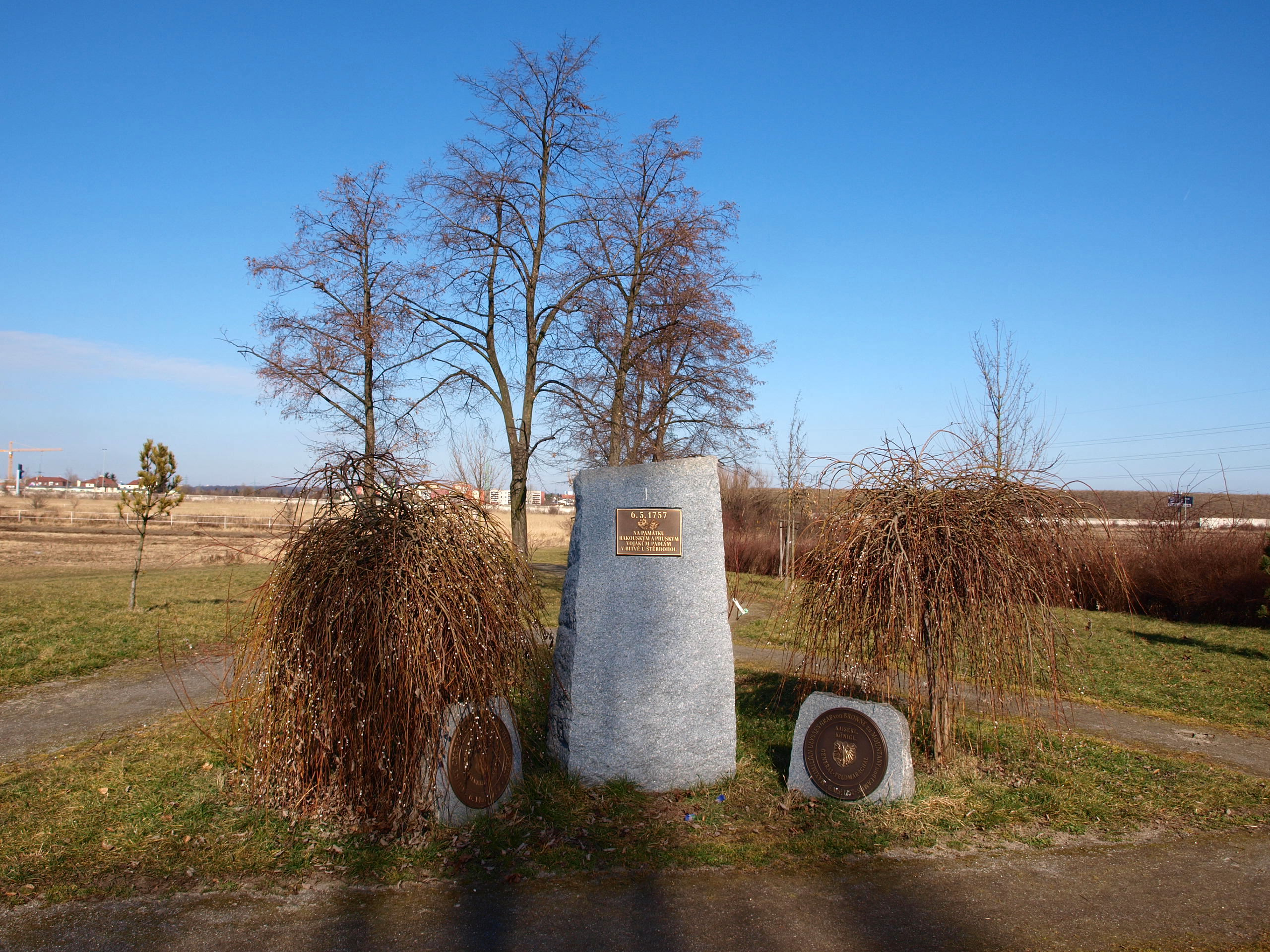
Pamětní deska na místě bitvy ve Štěrboholích

Po bitvě se rakouské vojsko i se svými veliteli uzavřelo za zdmi Prahy, kterou nechal Fridrich II. neprodleně oblehnout. Karel Lotrinský utrpěl porážku, která však nebyla pro další vývoj války v roce 1757 rozhodující. Ve svém důsledku přinesla bitva na českém válčišti výhodu rakouské straně, neboť pruský král musel zanechat před obléhanou Prahou 50 000 mužů, o 14 000 přišel v bitvě a 27 000 jich zabezpečovalo zásobovací linie z Čech do Pruska. Pro další tažení proti Daunově 54 000 armádě tak mohl nasadit jen 34 000 mužů, nicméně ani tato okolnost mu nezabránila pokračovat dál v bojových operacích. Daunovu armádu po složitých manévrech dostihl 18. června, v následujícím střetnutí u Kolína však utrpěl tvrdou porážku. Tento neúspěch ho připravil o dalších 14 000 mužů a za stávajících okolností nebyl schopen se dál v Čechách udržet. 20. června proto zrušil obléhání Prahy a jeho vojsko se začalo ve dvou proudech stahovat do Saska.